# Bigfoot junior
Bigfoot junior (internationaal in het Engels uitgebracht als The Son of Bigfoot) is een Belgisch-Franse computer-geanimeerde komedie-dramafilm. De film werd geregisseerd door Ben Stassen en Jeremy Degruson. Bij de première kreeg de film positieve beoordelingen van critici en had het een omzet van $ 50 miljoen wereldwijd tegenover het gebruikte budget van $ 20 miljoen. In maart 2018,had de film meer dan 8 miljoen toeschouwers wereldwijd. De film kwam uit op dvd op 6 december 2018.
Een vervolg met de titel Bigfoot Family werd uitgebracht in 2020.

## Plot
HairCo. is een megacorporatie geleid door Wallace Eastman, die gespecialiseerd is in het verbeteren van het haar van mensen. Zijn helikopter achtervolgt een wetenschapper genaamd Dr. Harrison die ontsnapt door in een rivier te springen. Jaren later leeft een jonge jongen genaamd Adam Harrison, de zoon van Dr. Harrison, zijn leven waar hij lastiggevallen wordt door de lokale pestkoppen en is hij verliefd op een goedhartig meisje genaamd Emma.
Na het ontdekken van niet alleen het feit dat zijn vader nog leeft, maar ook zijn huidige locatie uit een doos die zijn moeder Shelly verborgen had gehouden, gaat Adam op een epische en gedurfde zoektocht om het mysterie achter zijn lang verloren gewaande vader te ontdekken, om er vervolgens achter te komen dat hij niemand minder is dan de legendarische Bigfoot. Hij verstopt zich al jaren diep in het bos om zichzelf en zijn familie te beschermen tegen Eastman, die graag wetenschappelijke experimenten wil uitvoeren met zijn speciale DNA.
Als vader en zoon de verloren tijd na Adams aanvankelijke ongeloof beginnen in te halen, ontdekt de jongen al snel dat ook hij begaafd is met superkrachten die lijken op die van zijn vader, zoals het hebben van grote voeten (zoals verwacht van een Bigfoot), supersonisch horen, met ongelofelijke snelheden rennen en praten met dieren als Tina de rode eekhoorn, Trapper de wasbeer, zijn vrouw Weecha, Wilbur de kodiakbeer en Steve de specht. Maar ze weten maar weinig, Eastman zit hun op de hielen als Adams sporen hen naar Bigfoot hebben geleid.
Om Adam uit te lokken, zorgt Eastman ervoor dat zijn moeder Shelly's auto door zijn mannen wordt onderschept. Nadat Adam is gearresteerd, wordt hij onbewust afgeluisterd naar waar zijn vader woont. Dit leidt tot een achtervolging, een bosbrand en eindigt met de gevangenneming van Bigfoot. Eastman en zijn wetenschapper Dr. Billingsley beginnen hun experiment op Bigfoot die ze zich herinneren in zijn menselijke vermomming van Dr. Harrison. Het haarmonster wordt getest op Dr. Billingsleys gebruikelijke stagiair die Dr. Billingsley steeds weer vraagt om zijn vrijwilligerspapier te tekenen. Met hulp van de dieren redt Adam zijn vader, wat leidt tot de vernietiging van de HairCo. fabriek. Voordat Eastman actie kan ondernemen tegen Adam en Bigfoot, wordt hij door Shelly verdoofd op het moment dat Bigfoot verklaart dat hij klaar is met onderduiken. Dr. Billingsley kruipt uit het wrak als zijn stagiair probeert hem zover te krijgen dat hij zijn vrijwilligerspapier (een lopende prop in het grootste deel van de film) tekent.
Aan het eind is Bigfoot weer thuis en de dieren zijn bij de familie gaan wonen. Een cover van een tijdschrift laat zien dat Wallace Eastman is gearresteerd voor zijn illegale activiteiten. Op weg naar school proberen Adams pestkoppen hem weer in verwarring te brengen, maar nadat hij op reis is gegaan, vertelt Adam rustig dat hij er eindelijk genoeg van heeft en vraagt hij vriendelijk om met rust gelaten te worden. Wanneer ze weigeren te gehoorzamen, roept Adam zijn dierenvrienden op om ervoor te zorgen dat hij met rust wordt gelaten, terwijl ze in het geheim hun fietsen en skateboard demonteren om ze te laten crashen en ze nog meer te straffen voor hun eerdere intimidatie van Adam, die dit laatste ziet en hen uitlacht. Adam stuurt zijn vrienden weg als Emma de scène ziet en ernaar vraagt, Adam vraagt of ze met hem naar school wil lopen en ze gaat ermee akkoord terwijl hij zijn leven aan haar begint uit te leggen.

## Stemverdeling
| Acteur                | Personage                             | Franse versie        | Nederlandse versie    | Vlaamse versie     |
| --------------------- | ------------------------------------- | -------------------- | --------------------- | ------------------ |
| Pappy Faulkner        | Adam Harrison                         | Kylian Trouillard    | Buddy Vedder          | Kobe Verdonck      |
| Christopher L. Parson | Bigfoot/Dr. Harrison                  | Alexis Victor        | Finn Poncin           | Roel Vanderstukken |
| Terrence Stone        | Wallace Eastman                       | Boris Rehlinger      | Has Drijver           | Dieter Troubleyn   |
| Marieve Herington     | Shelly Harrison                       | Marie Chevalot       | Kim-Lian van der Meij | Lien Van de Kelder |
| Sandy Fox             | Tina de rode eekhoorn                 |                      | Priscilla Knetemann   | Maja Van Honsté    |
| Joe Ochman            | Trapper de wasbeer, Tom               | Sébastian Desjours   | Dennis Weening        | Sven De Ridder     |
| Laila Berzins         | Weecha de wasbeer, 911 Operator       |                      | Nicolette Kluijver    |                    |
| Michael Sorich        | Wilbur de kodiakbeer                  | Frédéric Souterelle  | Diorno Braaf          | Ivan Pecnik        |
| Joe J. Thomas         | Steve de Europese groene specht       |                      | Pepijn Koolen         |                    |
| Shylo Summer          | Emma                                  |                      | Sarah Nauta           |                    |
| Cinda Adams           |                                       |                      |                       |                    |
| John Allsop           | agent #2                              |                      |                       |                    |
| Robin Atkin Downes    | vrachtwagenchauffeur                  | Vincent Cassel       |                       |                    |
| Tom Blank             | Mr. Blakestone                        |                      |                       |                    |
| Barry D. Buckner      | Garcia                                |                      |                       |                    |
| Joey Camen            | directeur Jones                       | Bruno Abraham-Kremer | Frans Limburg         | Door Van Boeckel   |
| Mari Devon            | Mildred (vrouwelijke verslaggeefster) |                      |                       |                    |
| Jeff Doucette         | Fat Dan, Tim, Tech Support Operator   |                      |                       |                    |
| David Epstein         | Charlie                               |                      |                       |                    |
| James Frederick       | poortbewaker                          |                      |                       |                    |
| Victor Friedland      | gevangenisbewaker                     |                      |                       |                    |
| Grant George          | Road Block Agent, Forensisch Expert   |                      |                       |                    |
| Kyle Hebert           | Simpson                               |                      |                       |                    |
| Brody Hessin          | stagiair                              |                      |                       |                    |
| Steve Kramer          | president                             |                      |                       |                    |
| Lex Lang              | Japanse Man #3                        |                      |                       |                    |
| Yuri Lowenthal        | Tony, Japanse Man #2                  | Gabriel Bismuth      | Boyan van der Heijden | Thomas Van Goethem |
| Nicholas Marj         | Dale                                  |                      |                       |                    |
| Domonic Paris         | commandant van de wacht               |                      |                       |                    |
| Tara Platt            | Katrina                               |                      |                       |                    |
| Roger Craig Smith     | wit konijn                            | Christian Bernard    |                       |                    |
| Kirk Thornton         | Japanse Man #1                        |                      |                       |                    |
| Victor Weaver         | Secret Service Agent, bewaker #2      |                      |                       |                    |
| Johnny Wesley         | Dr. Billingsley                       | Michel Prud'homme    | Just Meijer           | Govert Deploige    |

## Crew
- Domonic Paris - Spraakregisseur

## Vervolg
Ben Stassen kondigde aan dat een vervolg aan de gang is onder de titel Bigfoot Superstar', dat in de zomer van 2020 uitkwam en dat enkele jaren na de eerste film zal plaatsvinden.

## Onthaal
Op de website Rotten Tomatoes heeft de film een waardering van 75% op basis van 20 beoordelingen, met een gemiddelde beoordeling van 5,6/10.